# David Doppelreiter
David Doppelreiter (* 20. Dezember 1979 in Gleißenfeld) ist ein österreichischer Rallyefahrer.
David Doppelreiter war ursprünglich Snowboarder und wurde in der Saison 1995/96 Österreichs Staatsmeister der Klasse Jugend II. 1997 nahm er an der Jugend-Weltmeisterschaft teil. 1998 wechselte Doppelreiter als Rallyefahrer zum Motorsport. 1999 startete er im VW-Lupo-Cup und 2000 und 2001 in der Österreichischen Rallye-Staatsmeisterschaft. 2002 fuhr er in der Junior-Rallye-Weltmeisterschaft und in der Rallye-Weltmeisterschaft. 2003 wechselte er in die Asien-Pazifik-Rallye-Meisterschaft und 2005 fuhr er auf einem Škoda Octavia erneut in der Österreichischen Rallye-Staatsmeisterschaft.